# Тапоне (Терамо)
Тапоне (итал. Tappone) је насеље у Италији у округу Терамо, региону Абруцо.
Према процени из 2011. у насељу је живело 22 становника. Насеље се налази на надморској висини од 324 м.